# 異法人
『異法人』（いほうじん）は山本松季による日本の漫画作品である。

## 概要
『モーニング』（講談社）2013年36・37合併号から2014年16号まで連載。単行本は全3巻（モーニングKC）が刊行されている。
山本の連載作品としては短期集中連載の「ファーランデブー」に続くもので、初の本格的週刊連載作品である。

## あらすじ
高校生・青南律はある日、古代の衣装に身を包んだ不思議な男に遭遇した。その男は「バビロニアの王・ハンムラビ」を称し、律の家に強引に居候しはじめる。

## 登場人物

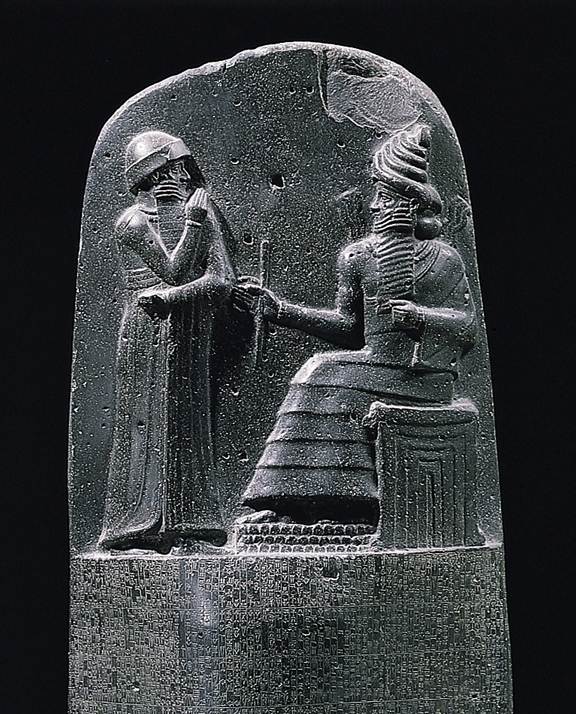
ハンムラビ法典に描かれているハンムラビ（左側）

青南律（あおな りつ）
主人公。端広（はびろ）市に住む高校生。気弱な性格ゆえに周りに流されることが多く、ぶれることのない正義に憧れを持っている。ある日下校中に遭遇し、自分の家に居候するようになったハンムラビに困惑しながらも、次第に親しみと敬意を感じるようになる。ハンムラビによれば「自らを律する心」の持ち主である。1巻の時点で他の家族と同居しておらず、父親の孝典は出張中で一人暮らし。廣治らクラスメイトからは「アオ」、ハンムラビからは「アオナ」と呼ばれる。
ハンムラビ
古代のメソポタミアを統一し、人類最古の法典のひとつ「ハンムラビ法典」を編纂したバビロニアの王の名を名乗る傲岸な男。多くの民の争いごとを裁き、40年余の統治を経て眠りについたあと現代の日本にタイムスリップしてきた、と称している。赤みがかった長髪とあご髭、眼光鋭い切れ長の目が特徴的で、なぜか日本語による会話が達者であり、超人的な知力・体力を持つ。民の争いが絶えない以上、権力者による正しい法が必要であるという確信を持ち、窃盗犯を自ら罰しようとしている時に律に遭遇、「この地を再生したい」と自らの使命を語る。ほとんど感情を外に出さないが、ビールを好んで呑み、屋根の上で「自讃歌」を唱うこともある。古代のアッカド語に精通していることから、律や典代からは「アカ」と呼ばれる。
水町廣治（みずまち こうじ）
律の幼なじみでクラスメイト。クラス内で立場の弱い律を何かと庇ってやっており、律にとっては憧れの存在である。父親と些細なことで衝突し、寿司屋のアルバイトに入っている。
青南典代（あおな のりよ）
律の祖母。かつて大学でオリエント史を教えていたこともあって古代メソポタミアの文化や言語に詳しい。初対面のハンムラビを気に入り、得意のチェスで対戦するが負かされてしまう。
田母木（たもぎ）
律や廣治の通学する高校の社会科教師。人当たりのよい性格で多くの生徒から慕われている。新任のころ適切な生徒指導について悩み、ある方法で生徒を服従させることに成功する。
根本（ねもと）
律や廣治が通う高校の男子生徒。野球部の主力選手であったがある事故で重傷を負い、センバツへの出場が絶望視される。
大澤（おおさわ）
律や孝司が通う高校の女子生徒。根本と交際していた。
水町涼子（みずまち りょうこ）
廣司の母。厳しくも温かい目で息子の成長を見守り、成人後、酒を酌み交わす日を楽しみにしていた。
廣治の父
自動車修理工場を営んでいる。加藤に何かと目をかけてやっていたが、金の使い込みにより裏切られることになった。
加藤一（かとう）
かつて廣治の父が経営する修理工場に雇われていた若い男。親の愛情に飢えており、金の使い込みが発覚して逮捕され、数年間刑に服していた。刑務所を出所したのち水町家を訪ねてきた。指を口元に当てながら話をする癖がある。

## 単行本
- 山本松季 『異法人』 講談社〈モーニングKC〉、全3巻
  1. 2013年11月22日発売、ISBN 978-4-06-387280-4
  2. 2014年1月23日発売、ISBN 978-4-06-387290-3
  3. 2014年4月23日発売、ISBN 978-4-06-388316-9